# 弗拉基米尔·伊万诺维奇·波特金
弗拉基米尔·伊万诺维奇·波特金（Vladimir Ivanovich Potkin，俄语：Владимир Иванович Поткин，1938年1月21日—1999年5月13日），苏联坦克设计师，现代俄罗斯T-90坦克的创造者。
拥有13项证书和4项发明专利。

## 传记
1938年1月21日出生于卡尔曼卡村，阿尔泰边疆区。
他在阿尔泰生活的时间不长，在新西伯利亚第49学校读一年级，毕业后进入塔什干坦克学校。学习结束后，波特金在一个排指挥了七年——首先是在苏军驻德集群中，然后是在辛菲罗波尔。
1965年至1970年，装甲兵军事学院学生、军工设计工程师波特金以负责技术事务的副营长的身份结束了兵役。
自 1971 年起，弗拉迪米尔·伊万诺维奇开始在以此命名的乌拉尔机车车辆厂工作。捷尔任斯基在国防工业部从“520”部门高级设计工程师一路晋升为乌拉尔交通工程设计局总设计师。
他参与了T-72坦克的改装。1987年，他被任命为乌拉尔交通工程设计局T-90坦克总设计师兼负责人。1993年T-90被俄罗斯军队采用。
同时，在他的领导下，乌拉尔车辆厂开发并投产了PUM-500通用小型装载机、EO-5126单斗通用液压履带式挖土机、EO-33211全回转液压轮式挖掘机。
1999年5月13日上午，他因心脏病发作在办公桌前突然去世。他被安葬在冷杉山公墓。

## 奖项
死后被追授祖国功勋勋章三级。

## 纪念
根据俄罗斯联邦政府的决定，T-90坦克被命名为“弗拉迪米尔”。

## 其他链接
- Поткин В. И.
- История Нижего Тагила （页面存档备份，存于）